# 20 centimetri
20 centimetri (20 centímetros) è un film del 2005 scritto e diretto da Ramón Salazar. Commedia musicale, è stata presentata per la prima volta il 26 aprile 2005 al Málaga Film Festival. Il titolo della pellicola è un chiaro riferimento alla lunghezza del pene del personaggio protagonista, affidato a Mónica Cervera.

## Trama
Marieta, nata Adolfo, è una transgender sofferente di narcolessia che sogna di divenire donna. Ella fatica a metter da parte i soldi per l'intervento per il cambio di genere, tra il marciapiede e i piccoli lavori, non mancando una parentesi sentimentale con il giovane e avvenente Raùl, il quale non sembra resistere al suo fascino e alla sua componente maschile, che via via aborrisce, riuscendo finalmente nell'intento.